# 日本・モルディブ友好議員連盟
日本・モルディブ友好議員連盟（ディベヒ語: ޖަޕާން-މޯލްޑިވްސް ޕާލަމެންޓޭރިއަންސް ފްރެންޑްޝިޕް ލީގް、英語: Japan–Maldives Parliamentarians Friendship League）は、モルディブとの友好関係の促進を主な目的として発足した日本の超党派の議員連盟で、1981年に結成された。日本モルディブ友好国会議員連盟とも。結成当初は「ヴ」を用いて日本・モルディヴ友好議員連盟と呼ばれていたが、2003年に在外公館の名称及び位置並びに在外公館に勤務する外務公務員の給与に関する法律の改正に伴い、本議員連盟も「ブ」を用いる現行の名称になった。

## 沿革
1981年、日本・モルディブ友好議員連盟が結成された。初代会長は自由民主党所属の小渕恵三衆議院議員で、友好議連が発足した1981年の12月および発足4年後の1985年7月にモルディブを訪問した。
1993年の大統領選挙に勝利して連続4選を果たしたマウムーン・アブドル・ガユーム大統領の就任式が11月に開催され、友好議連会長の小渕恵三衆議院議員が特派大使として出席した。
2008年6月、友好議連会長の野呂田芳成衆議院議員がモルディブを訪問。
2011年3月11日、東日本大震災が発生。同年8月26日から27日にかけて、友好議連幹事長の新藤義孝衆議院議員がアハメド・カリール駐日モルディブ大使と共に被災地の宮城県石巻市を訪問し、支援活動に従事した（新藤にとっては三度目となる被災地支援だが、カリール大使が同行したのは初）。
2014年7月、友好議連会長の高村正彦衆議院議員がモルディブを訪問。
2018年の大統領選挙に勝利して初当選を果たしたイブラヒム・モハメド・ソリ大統領の就任式が11月に開催され、友好議連会長の竹下亘衆議院議員が特派大使として出席した。

## 所属議員
- 新藤義孝（2022年2月17日より会長[7]）
- 小渕優子[8]
- 吉野正芳[9]
- 浜田聡[10]
- 渡辺周[10]

## 歴代会長
- 小渕恵三[11][12]
- 野呂田芳成[13]
- 高村正彦[14]
- 竹下亘[15][16]
- 新藤義孝[7]

## 過去の所属議員
- 西岡新[17]

※会長経験者は「歴代会長」節を参照